# Reacție aldolică
Reacția aldolică (cunoscută și ca reacție de aldolizare, din franceză aldolisation) este o reacție organică de formare de noi legături carbon-carbon. Reacția presupune cuplarea a doi compuși carbonilici cu formarea unui compus β-hidroxilic cunoscut sub denumirea de aldol (de la aldehidă + și alcool). Unitățile structurale de tip aldolic sunt întâlnite în foarte multe molecule, atât naturale cât și de sinteză. În urma reacția aldolice se obțin molecule mai complexe datorită faptului că se pot forma doi centri stereogenici (atomii de carbon α- și β- notați cu asterisc în schema de mai jos). Metodele moderne sunt capabile să favorizeze randamente mari de reacție și să controleze configurațiile relative și absolute ale stereocentrilor care se vor forma în produs.
Reacția aldolică este identică cu prima etapă a reacției de condensare aldolică, însă aceasta evoluează, datorită condițiilor de reacție mai avansate, cu deshidratare și respectiv obținerea unui compus nesaturat (în trecut, etapa de deschidratare din condensarea aldolică era denumită „condensare crotonică”, iar reacția aldolică era de fapt condensarea aldolică propriu-zisă). Reacția aldolică tipică, prezentată mai sus, implică o adiție nucleofilă a unui enolat al cetonei la o aldehidă (fără sau cu eliminare de apă, caz în care avem o condensare aldolică). Totuși, se poate utiliza o mare varietate de agenți nucleofili, precum enoli, alți enolați, enol-eteri ai cetonelor, aldehidelor și alți compuși carbonilici. Partenerul electrofil este de obicei o aldehidă sau o cetonă (însă există multe variante, precum este reacția Mannich). Reacția poate evolua ca o cuplare mixtă (parteneri diferiți de reacție) sau ca o dimerizare (parteneri identici). Pot avea loc și reacții de polimerizare.

## Istoric
Reacția a fost descoperită în mod independent de chimistul rus Alexander Borodin în anul 1869 și de către chimistul francez Charles-Adolphe Wurtz în anul 1872.

## Mecanism de reacție
Există două posibile mecanisme de reacție, fundamental diferite, în funcție ce natura catalizatorului utilizat pentru desfășurarea reacției, însă produsul este același. În funcție de mediul de reacție, compușii carbonilici precum aldehidele și cetonele pot fi convertite în enoli sau enol-eteri. Aceste specii, fiind agenți nucleofili, pot să producă un atac nucleofil în special asupra grupelor carbonil protonate. Acesta este mecanismul în cataliză acidă. De asemenea, compușii carbonilici pot să fie deporotonați formând intermediar enolați, care prezintă un caracter nucleofil mai pronunțat decât al enolilor și care atacă în mod direct partenerul electrofil (de obicei o aldehidă, cetonele prezintă o reactivitate mai scăzută). Acesta este mecanismul în cataliză bazică.
În cazul în care condițiile de reacție sunt mai energice (de exemplu, NaOMe/MeOH/reflux), reacția poate evolua cu condensare. Acest lucru se evită prin utilizarea unor reactivi mai blânzi și a unor temperaturi mai joase (de exemplu THF, −78 °C). Deși adițiile aldolice sunt adesea reacții complete, produsul izolat poate să refacă reactanții printr-o reacție retro-aldolică în mediu bazic. Spre deosebire de acestea, condensările retro-aldolice sunt rare.

### Cataliza acidă
Mecanismul reacției aldolice în cataliză acidă
Mecanismul condensării aldolice în cataliză acidă

### Cataliza bazică
Mecanismul reacției aldolice în cataliză bazică (baza este −OCH3)
Mecanismul condensării aldolice în cataliză bazică